# Quintillan
Quintillan – miejscowość i gmina we Francji, w regionie Oksytania, w departamencie Aude.
Według danych na rok 1990 gminę zamieszkiwało 55 osób, a gęstość zaludnienia wynosiła 3 osoby/km² (wśród 1545 gmin Langwedocji-Roussillon Quintillan plasuje się na 845. miejscu pod względem liczby ludności, natomiast pod względem powierzchni na miejscu 425.).